# Pavel Zabelin
Pavel Vitaljevič Zabelin (bělorusky Павел Віталевіч Забелін; * 30. června 1995, Grodno) je běloruský fotbalový záložník, mládežnický reprezentant, hráč kazachstánského klubu Tobol Kostanaj.

## Klubová kariéra
Absolvoval sportovní školu grodenského klubu Něman, od roku 2011 nastupoval za rezervní tým. V sezóně 2013 měl pevné místo v sestavě rezervního týmu a stal se jeho kapitánem. V následující sezóně debutoval v prvním týmu, když v zápase proti Dněpru Mohylev vystřídal v 83 minutě.
Před sezónou 2015 byla řada mladých hráčů zařazena do A-týmu, mezi nimi i Zabelin. 4. dubna 2015 vstřelil první gól za Něman v zápase proti FK BATE v odvetném zápase čtvrtfinále fotbalového poháru (celkový výsledek 1:2).
V dubnu 2016 odešel do Baranavičy na hostování, od července téhož roku hostoval v mikaševičském Granitu. Za Granit pravidelně nastupoval v základní sestavě. V zápase posledního kola proti Belšině Babrujsk vstřelil branku z pětatřiceti metrů, ale mimořádná trefa mikaševičský klub v nejvyšší soutěži nezachránila. Proto se po konci sezóny vrátil do Němanu..
V lednu 2017 zahájil přípravu na sezónu v Němanu, se kterým v únoru podepsal tříletou smlouvu, přesto se v březnu vrátil do Granitu a v sezóně 2017 se s 12 brankami stal nejlepším střelcem mužstva.
V lednu 2018 byl poslán na hostování do klubu nováčka Vysšej ligy Smaljavičy, avšak po dvou týdnech byla smlouva zrušena. Pak se zvažovalo hostování v minském klubu Krumkačy, ale klub nesplnil licenční podmínky pro účast v nejvyšší soutěži, a tak se Zabelin  vrátil do Němanu. Zde většinou nastupoval za B-mužstvo a s devatenácti góly se stal nejlepším střelcem soutěže rezervních týmů. Za první tým sehrál devět ligových a dvě pohárová utkání.
V sezóně 2019 nastupoval za první tým častěji a na konci sezóny byl obvykle v základní sestavě. V prosinci 2019 prodloužil smlouvu do konce roku 2020.. V následujícím ročníku dostal pevné místo v základní sestavě a vstřelil sedm branek.
V lednu 2021 přestoupil do salihorského Šachtěru. Zde však na začátku sezóny nenastupoval, a proto se v březnu vrátil na hostování do Němanu., kde opět nastupoval v základu. V červenci 2021 byl stažen z hostování a zapůjčen do uzbekistánského Andižanu.. Po vzájemném souhlasu odešel v červnu 2023 ze salihorského klubu a v červenci přestoupil do kazachstánského klubu Tobol Kostanaj.

## Reprezentace
V roce 2015 nastoupil k jedinému zápasu v běloruské reprezentaci do 21 let proti Ukrajině.
V květnu 2023 byl zařazen do širšího reprezentačního výběru.

## Úspěchy
FK Šachtěr Salihorsk
- vítěz běloruské ligy – (2022)[pozn. 1]

- vítěz běloruského superpoháru – (2021, 2023)